# Perseu

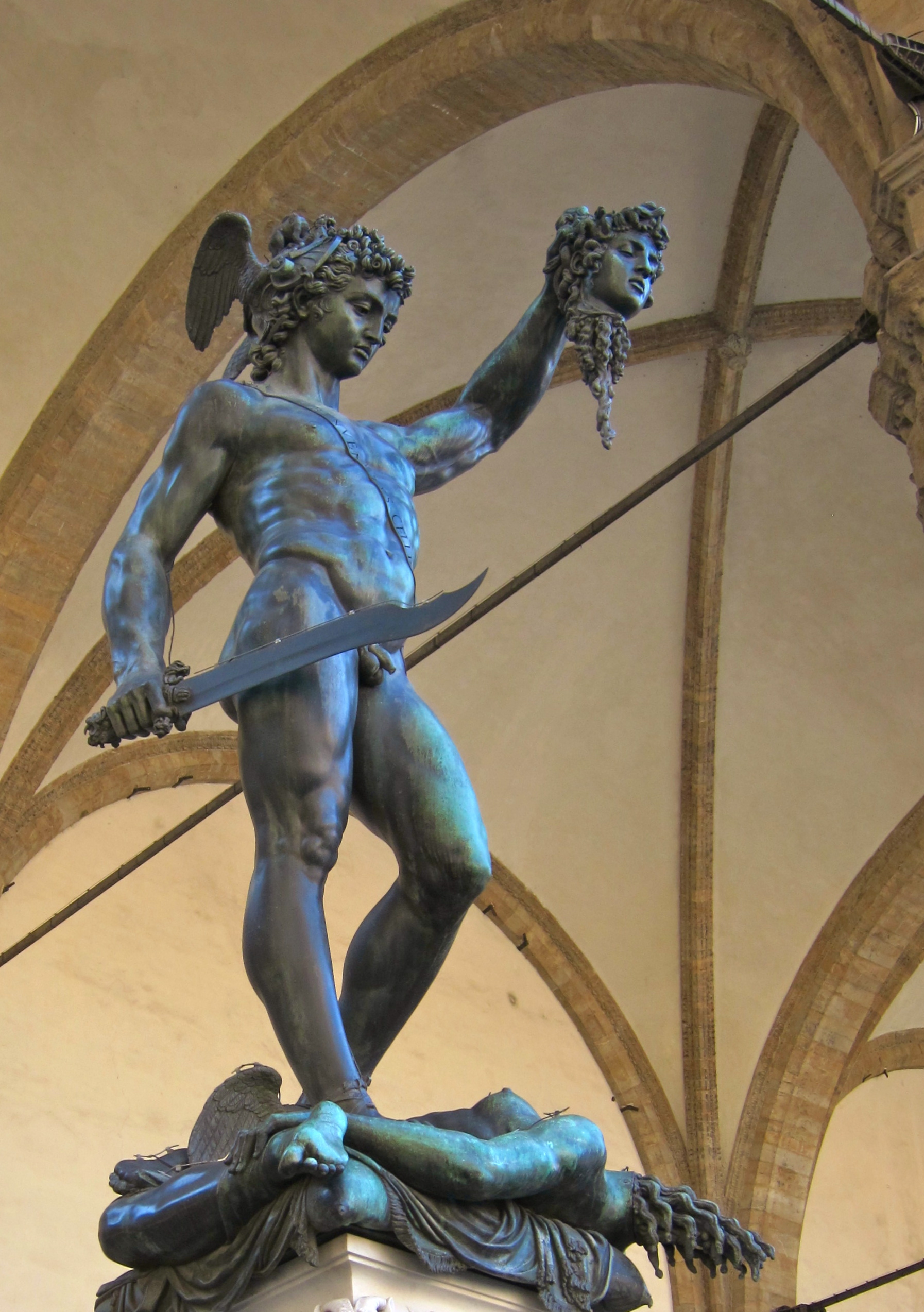
Perseu, sculptură de Benvenuto Cellini, 1545-1554.

Perseu (limba greacă: Περσεύς) este un personaj legendar, erou de origine argiană dar cinstit în toată Elada, fiul lui Zeus și al lui Danae, fiica regelui Acrisios al Argosului.

## Nașterea și primii ani ai lui Perseu
Conform unui oracol, regele Acrisios al Argosului - strănepotul regelui Acrisios - avea să moară de mâna nepotului său. De aceea o închise pe fiica sa Danae într-un palat subteran de bronz. Dar Zeus, îndrăgostindu-se de ea, a intrat în acel palat printr-o ploaie de aur. Din cei doi s-a născut Perseu.
La început, Danae îl ținuse ascuns pe micul său fiu, dar Acrisios, auzind glasul vesel a copilului, coborî în palatul subpământean și își văzu fiica cu pruncul ei. El porunci ca cei doi să fie ferecați într-o ladă și trimiși pe mare. După o lungă călătorie, lada ajunse pe insula Serifos (din arhipelagul Cicladelor), unde îi găsi pescarul Dictys și îi duse la regele insulei, Polydectes. Cu trecerea anilor, Perseu crește și devine un tânăr frumos și curajos. Îndrăgostit de Danae, regele vede însă în Perseu o piedică în calea dragostei lui. Cu gândul ascuns să-l piardă, el îl trimite pe viteazul tânăr să-i aducă capul Meduzei, singura muritoare dintre gorgone.

## Perseu ucide gorgona Medusa

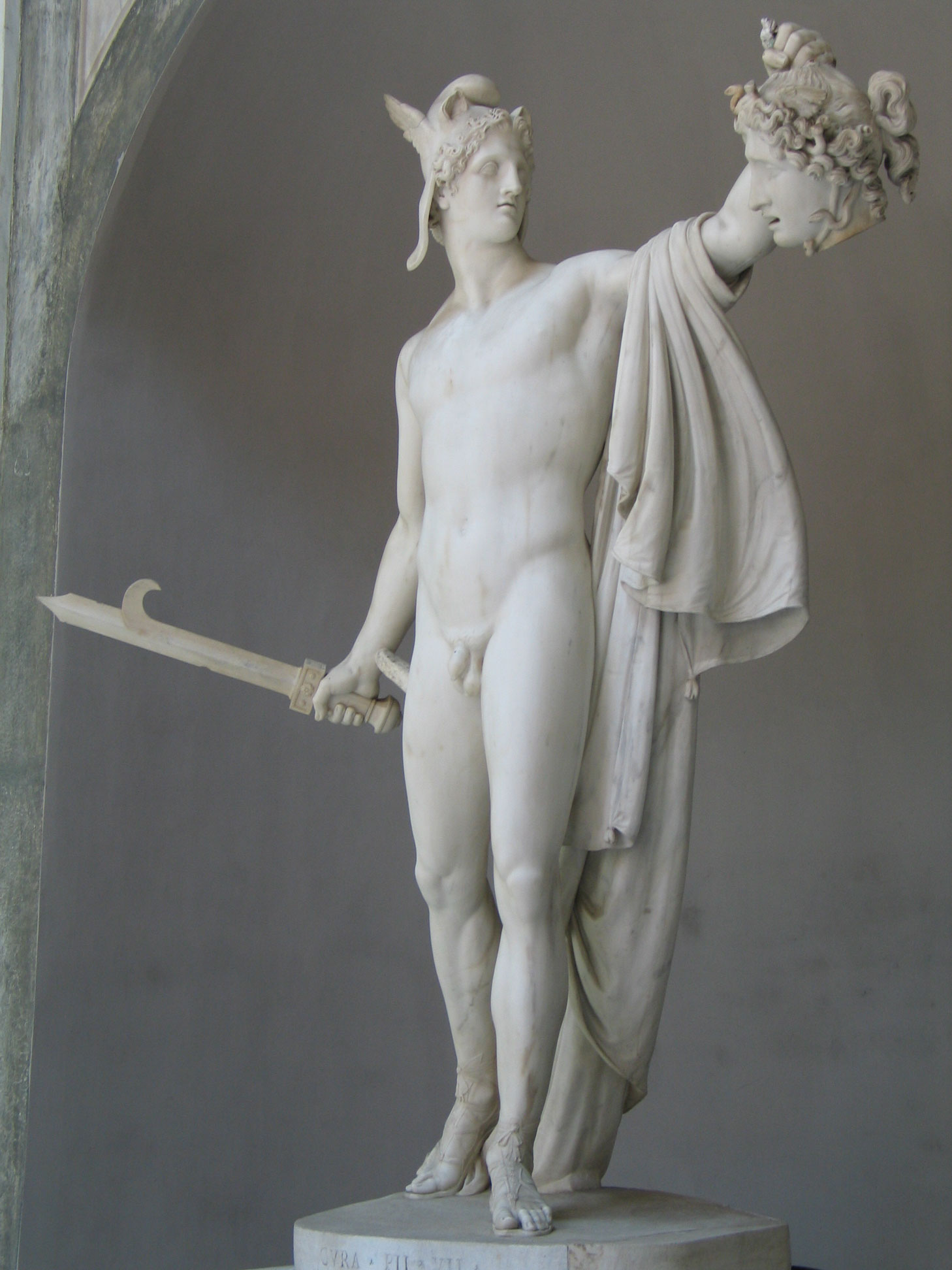
Perseu cu capul Medusei, sculptură de Antonio Canova

Perseu a fost ajutat de zeii din Olimp pentru săvârșirea acestei fapte, mai cu seamă de Hermes, care îi dărui spada sa ascuțită (singura care o putea străpunge pe Medusa) și de Atena, care îi dădu un scut de bronz în care vedeai ca într-o oglindă. Perseu mai primi coiful lui Hades - care făcea invizibil pe cel care-l purta - , niște sandale înaripate și o traistă care se mărea sau se micșora pe măsură ce puneai în ea, de la nimfe.
În lunga sa călătorie el întâlni pe bătrânele graie (în greacă "graiai" înseamnă bătrânele), surorile gorgonelor. La sfatul lui Hermes, Perseu le-a furat singurul ochi pe care îl aveau și pe care îl purtau fiecare cu rândul. Graiele îi spuseră unde se află gorgonele, iar Perseu le înapoie ochiul. Ajuns pe insula gorgonelor, Perseu le găsi adormite. Zeul Hermes și zeița Atena îl ajutară, ferindu-l de chipul gorgonelor - pe care dacă le vedea cineva devenea stană de piatră - și arătându-i-o pe Medusa în scutul ca oglinda. El se îndreptă către Medusa, privind-o prin scut și dintr-o singură lovitură, îi reteză capul. L-a luat apoi cu sine și a zburat repede înapoi în Elada, înainte ca celelalte gorgone să se trezească. Din trupul neînsuflețit al Medusei s-au întrupat calul înaripat Pegas și uriașul Chrysaor.

## Întoarcerea lui Perseu acasă
În călătoria lui Perseu spre casă, în Libia, din capul Meduzei cădea sânge. Conform legendei, acesta s-a transformat în șerpi și a prefăcut Libia în pustiu. Apoi Perseu ajunge la titanul Atlas. Acesta - deoarece zeița Themis îi spuse că un fiu al lui Zeus îi va fura merele de aur - îl alungă pe Perseu. Atunci Perseu scoase din traistă capul Meduzei și Atlas rămase împietrit pentru vecie ținând pe umeri bolta cerească.

### Perseu și Andromeda

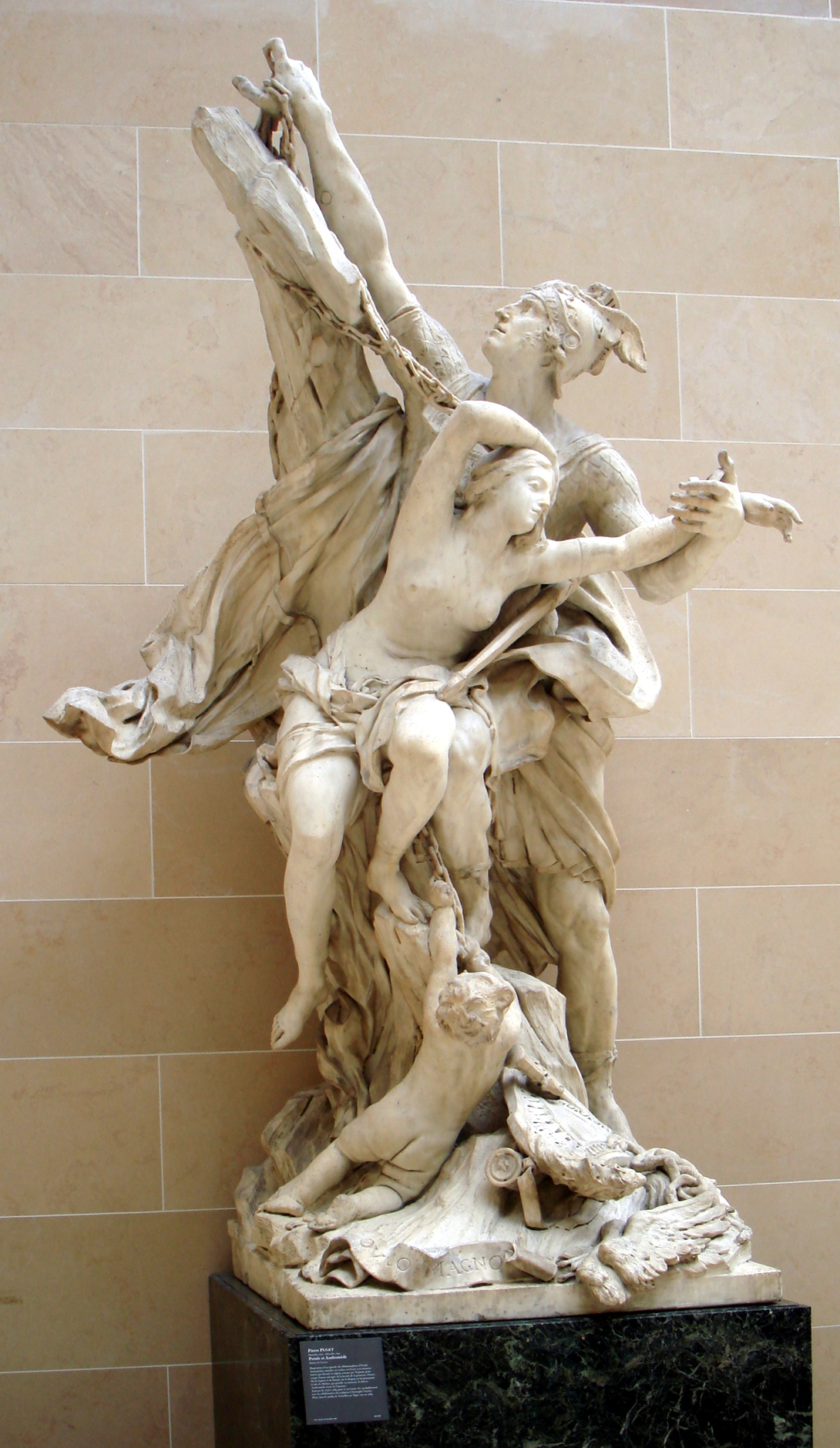
Perseu și Andromeda
Marmură de Carrara, Pierre Puget, 1684, Muzeul Luvru

Pe drum, Perseu trece și prin Etiopia. Acolo o întâlni pe Andromeda, fiica regelui Kefeus, și se îndrăgostește de ea. Andromeda - la cererea unui oracol - a fost înlănțuită de o stâncă și lăsată acolo pradă unui monstru îngrozitor trimis de Poseidon ca să o devoreze. Când monstrul se apropie de ea, Perseus îi arătă chipul Meduzei și-l împietri pe loc. Andromeda fu salvată, dar Fineus, fostul logodnic al Andromedei, veni în toiul nunții cu o mică oaste și îl atacă pe Perseu. Atunci eroul scoase din nou capul Meduzei și Fineus cu oamenii săi fură prefăcuți în statui. Eroul își continuă drumul de întoarcere, luând-o pe Andromeda cu el.

## Perseu în Argos și ultimii ani de viață
Când cei doi ajunseră pe insula Serifos, Polydectes tocmai voia să o necinstească pe Danae. Lipsită de apărare, Danae se refugiase, căutând ocrotire, la altarul zeiței Atena. La sosirea lui Perseu tiranul își primi și el pedeapsa cuvenită: vederea chipului înspăimântător al Meduzei îl împietri. Fiul lui Zeus lăsă conducera insulei lui Dictys, fratele lui Polydectes.
După ce o eliberă pe Danae de urmăritorul ei, Perseu își continuă drumul împreună cu Andromeda și cu mama sa spre Argos. Când auzi vestea că nepotul său vine în Argos, Acrisios fugi în Larissa. Perseu rămase să domnească în Argos. El înapoie zeilor toate darurile date pentru a o ucide pe Medusa. Zeița Atena își puse capul gorgonei pe scut, iar de atunci aceasta îi este egida.
În timpul domniei din Argos, Perseu organiză niște jocuri. La acestea luă parte și Acrisios, bunicul eroului. Când Perseu aruncă discul de bronz, acesta se ridică până în nori, iar apoi căzu direct în capul lui Acrisios. Deznădăjduit, Perseu lăsă conducerea Argosului vărului său, Megapenthes, iar el se duse în Tirint, unde domni fericit mulți ani.
Din Tirint, Perseu întemeie orașul Micene. Acesta se numi așa ori pentru că Perseu a găsit acolo o ciupercă (numită în greacă myces) ori după Mycene, fiica zeului unui râu, Inachus. Apoi fiul lui Zeus l-a detronat și ucis pe Megapenthes, devenind rege peste Tirint, Micene și Argos.

## Descendenții lui Perseu (Perseizii)
Perseu cu Andromeda au avut șapte fii: Perses, Alceu, Heleus, Mestor, Sthenelus, Electrion și Cynurus și două fiice: Gorgophone (Ucigașa de gorgone) și Autochtoe (Născută pe pământul acesta; autohtonă).
Perses a fost lăsat în Etiopia și a devenit strămoșul regilor Persiei. Electrion, Sthenelus și fiul său Euristeu au domnit în Micene. Marele erou Heracle este de asemenea perseid, mama lui, Alcmena, este fiica lui Electrion, iar tatăl său vitreg, Amfitrion, fiul lui Alceu. Astfel heraclizii, urmașii lui Heracle, sunt o ramură a perseizilor.
Gorgophone s-a măritat cu Oebalus, regele Spartei, și din această căsătorie a ieșit Tyndareos - tatăl Clitemnestrei, lui Castor, lui Pollux (fiu vitreg) și al Elenei (fiică vitregă) -, Icarios (tatăl Penelopei) și Hippocoon. Clitemnestra s-a măritat cu Agamemnon și a avut trei copii, cel mai important fiind Oreste, ca la rândul său a avut un fiu, Tisamenus.
Perseizii s-au mărit din generație în generație, făcând alianțe și cu alte familii. Mulți oameni reali din Grecia s-au declarat descendenți din Perseu sau urmașii săi.